# Борова Пустош
Борова́ Пу́стош (рос. Боровая Пустошь) — присілок у складі Верховазького району Вологодської області, Росія. Входить до складу Морозовського сільського поселення.

## Населення
Населення — 8 осіб (2010; 18 у 2002).
Національний склад (станом на 2002 рік):
- росіяни — 100 %